# 小口電鯰
小口電鯰，為輻鰭魚綱鯰形目電鯰科的其中一種，分布於非洲剛果河流域，體長可達55.5公分，生活在底中層水域，屬肉食性，具有發電器官，可做為觀賞魚。
其种加词“microstoma”意为“小口的”。